# Marovantaza
Marovantaza è una città e comune del Madagascar situata nel distretto di Analalava, regione di Sofia. 
La popolazione del comune rilevata nel censimento 2001 era pari a 10 504 unità.